# Bacillus circulans
Bacillus circulans ist eine Bakterienspezies, die sich zirkulär auf Nährmedien ausbreitet. Es handelt sich um anaerob wachsende, Gram variable stäbchenförmige, bewegliche Zellen, die 0,5 bis 1 µm breit und 3,5 µm lang sind. Dabei bilden sie Sporen, welche die Sporangien aufschwellen lassen. Bacillus circulans sind Katalase positiv, wachsen üblicherweise in 7 % NaCl, sind nicht zur Nitratreduktion befähigt, Oxidase negativ, hydrolysieren häufig Tween 80, Stärke, verwenden kein Citrat, produzieren kein Acetylmethylcarbinol und fermentieren Pentosen, Hexosen, Hexitole und Disaccharide. Einige Stämme können auf mit Schwermetallen verseuchten Böden wachsen und der Bioremediation dienen. Marine Exemplare von Bacillus circulans bilden nicht hämolytische oberflächenaktive Stoffe aus, die pathogene Mikroorganismen hemmen. Bacillus circulans kommt im Darm von pflanzenfressenden Fischen vor und unterstützt dort durch die Ausscheidung von Cellulasen die Verdauung. Einige Stämme bilden große Mengen Chitinase, was den Einsatz als biologische Schädlingsbekämpfung denkbar macht.